# Basílica de Vierzehnheiligen
A Basílica de Vierzehnheiligen ou Basílica dos Catorze Santos Auxiliares é uma basílica católica alemã da região da Baviera construída entre 1743 e 1772. A basílica dedicada aos Catorze Santos Auxiliadores é o mais famoso santuário em Bad Staffelstein e recebe cerca de meio milhão de visitantes por ano.
Foi concebida pelo arquitecto Balthasar Neumann e quando comparada às outras construções da região parece ser de exterior bem simples e de decoração interior complexa. A basílica foi concebida no estilo barroco o que é facilmente notável pela fachada que detêm fortes linhas horizontais próprias deste estilo. O interior decorado conjuga elementos esculturais e pictóricos característicos do estilo rococó. O edifício é constituido por uma planta com três ovais; o ambiente é requintado com tons de branco, dourado e rosa.

## História
Em 24 de setembro de 1445, um jovem presbítero franciscano chamado Hermann Leicht avistou uma criança chorando no meio de um campo pertencente a um mosteiro cisterciense da região de Langheim. No exato momento em que o jovem padre se abaixou para pegar a criança ela despareceu, vindo a reaparecer no mesmo local tempo depois.
Na segunda aparição, a criança estava rodeada por duas velas. Em Junho de 1446, Leicht viu a criança pela terceira vez. Desta vez a criança disse: "Nós somos os Catorze auxiliares e desejamos erguer uma capela aqui, onde nós podemos descansar. Se Tu fores nosso servo, Nós seremos o seu." Pouco tempo depois Leicht avistu duas velas no mesmo local e curas milagrosas passaram a acontecer na pequena capela erguida no local.
Durante o século XVIII, um jovem e culto abade chamado Stephan Moesinger queria construir uma nova igreja no local por que a velha igreja estava se tornando pequena demais para o grande e crecente número de fiés. Primeiramente o abade sonhava com uma grandiosa igreja para o convento de Langheim. Para tal sonho, o abade contratou Balthasar Neumann para esboçar os primeros planos em 1742. No Inverno de 1738 um outro abade chamado Heinrich Krohne planejou um edifício central com galerias que assemelhava-se com as igrejas protestantes. O plano de Krohne foi rejeitado pelo bispo Karl Friedrich von Schoenborn.
Em 1742, Michael Kuechel, construtor mestre, propôs ao abade uma construção central de aparência refinada e maior que a anterior, porém o abade rejeitou este plano por causa dos altos custos da cúpula de pedra.
Balthasar Neumann foi chamado pelo abade e seu plano mostrou uma igreja semelhante, porém mais simples. O plano foi aprovado pelo bispo, mas o abade temia os custos da construção e resolveu consultar Krohne. No dia de São Jorge (23 de abril de 1743), Stephan Moesinger colocou a pedra fundamental da igreja. As paredes de arenito amarelo foram erguidas sob a supervisão de Thomas Nissler. Em Dezembro de 1743 Neumann e Kuechel foram verificar a construção e ficaram chocados.
O abade prometeu mudar o plano de acordo com as demandas de uma igreja católica. Enquanto isso, Maximilian Welsch propôs um plano muito especial para o abade que incluia enormes dimensões. Entretanto Neumann retomou o seu trabalho e tentou encontrar uma nova solução, incluindo o plano de Krohne cujas paredes não poderiam ser removidas. Neumann supervisionou a construção até sua morte em 1753.
Em 16 de setembro de 1772, após 29 anos de construção, a magnífica igreja em estilo barroco e rococó foi consagrada pelo Bispo príncipe Adam Friedrich von Seinsheim na presença de Malachias Limmer, abade de Langheim.

## Galeria de imagens

Basílica de Vierzehnheiligen
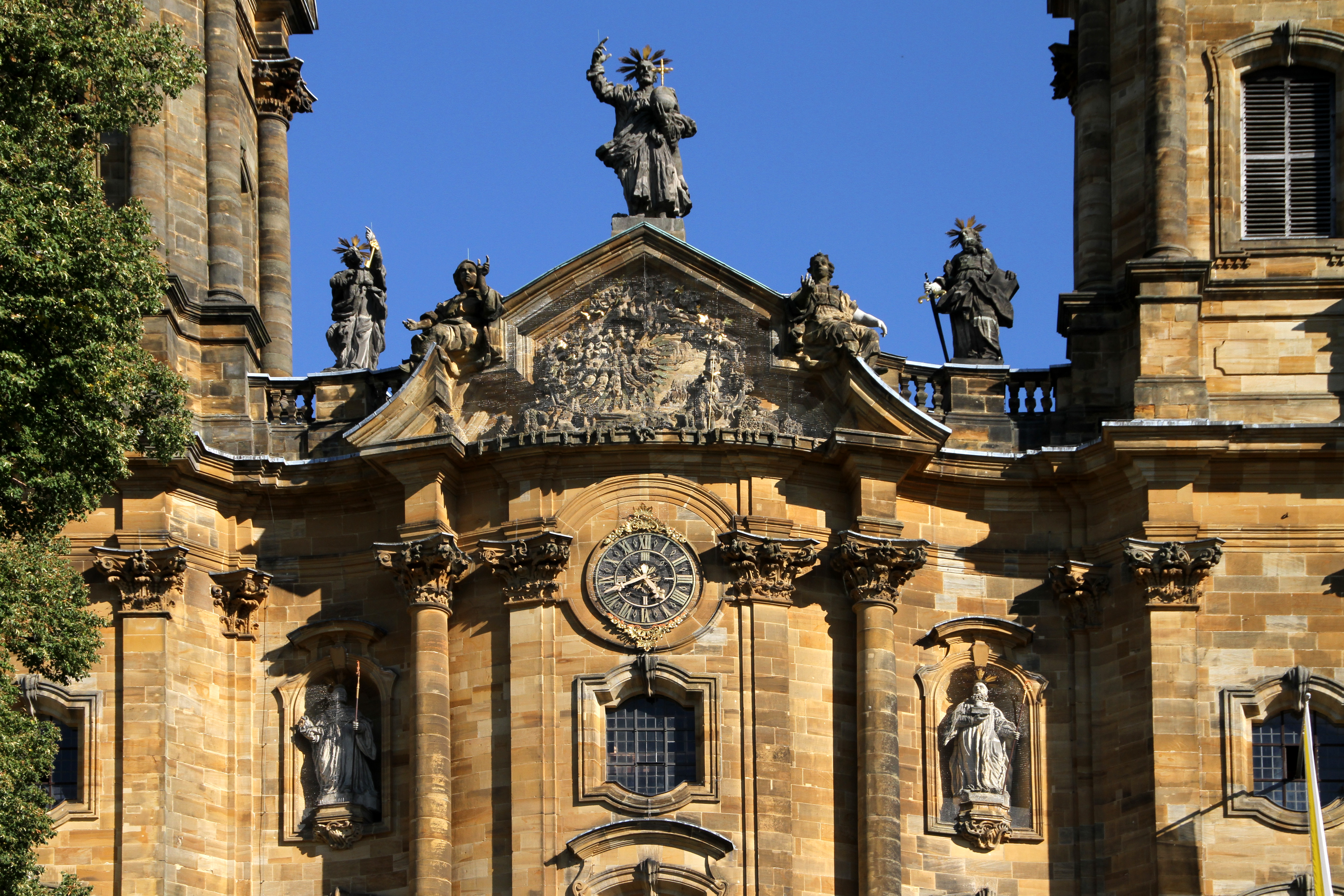
Detalhe da fachada.
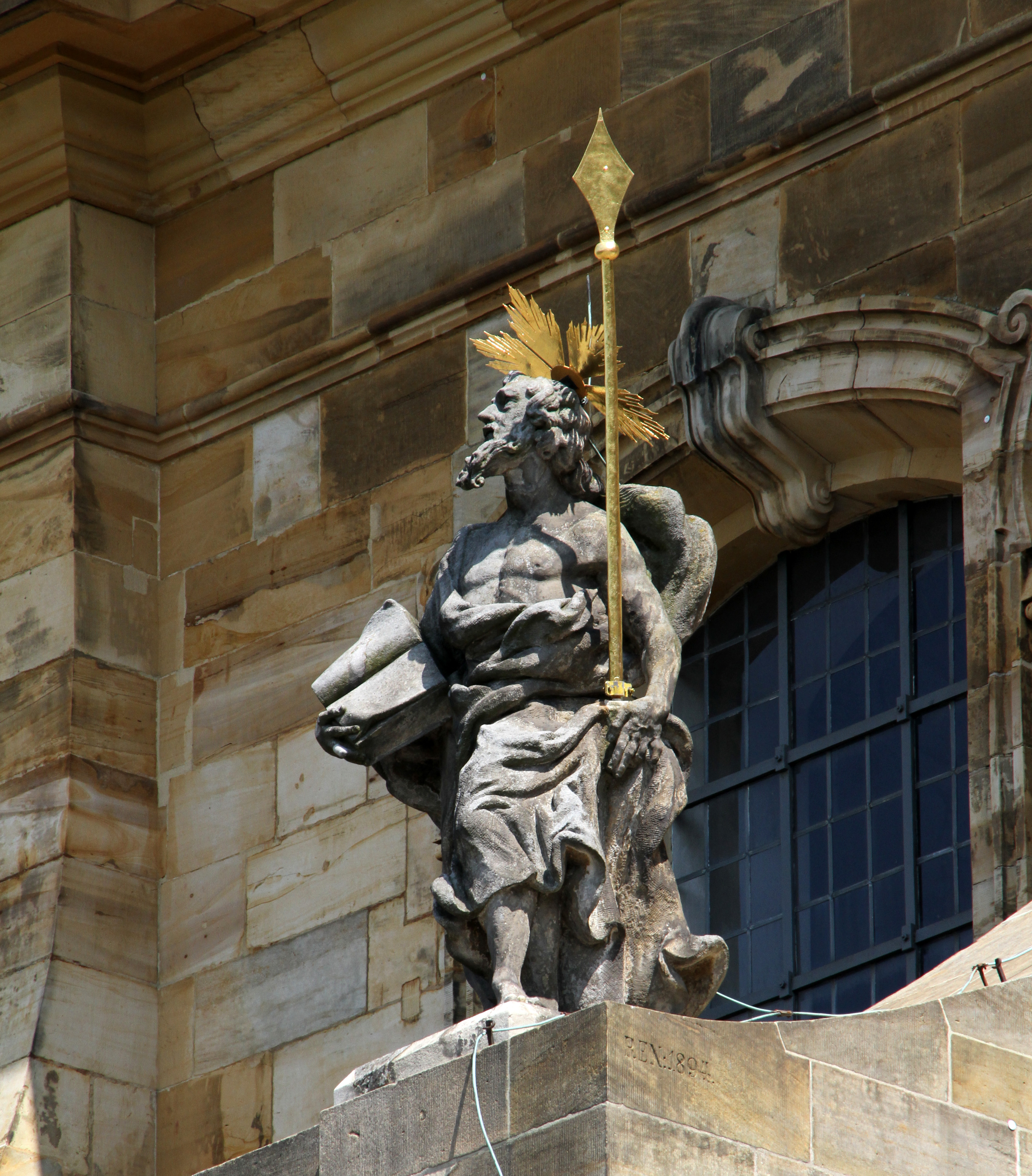
Detalhe da fachada.
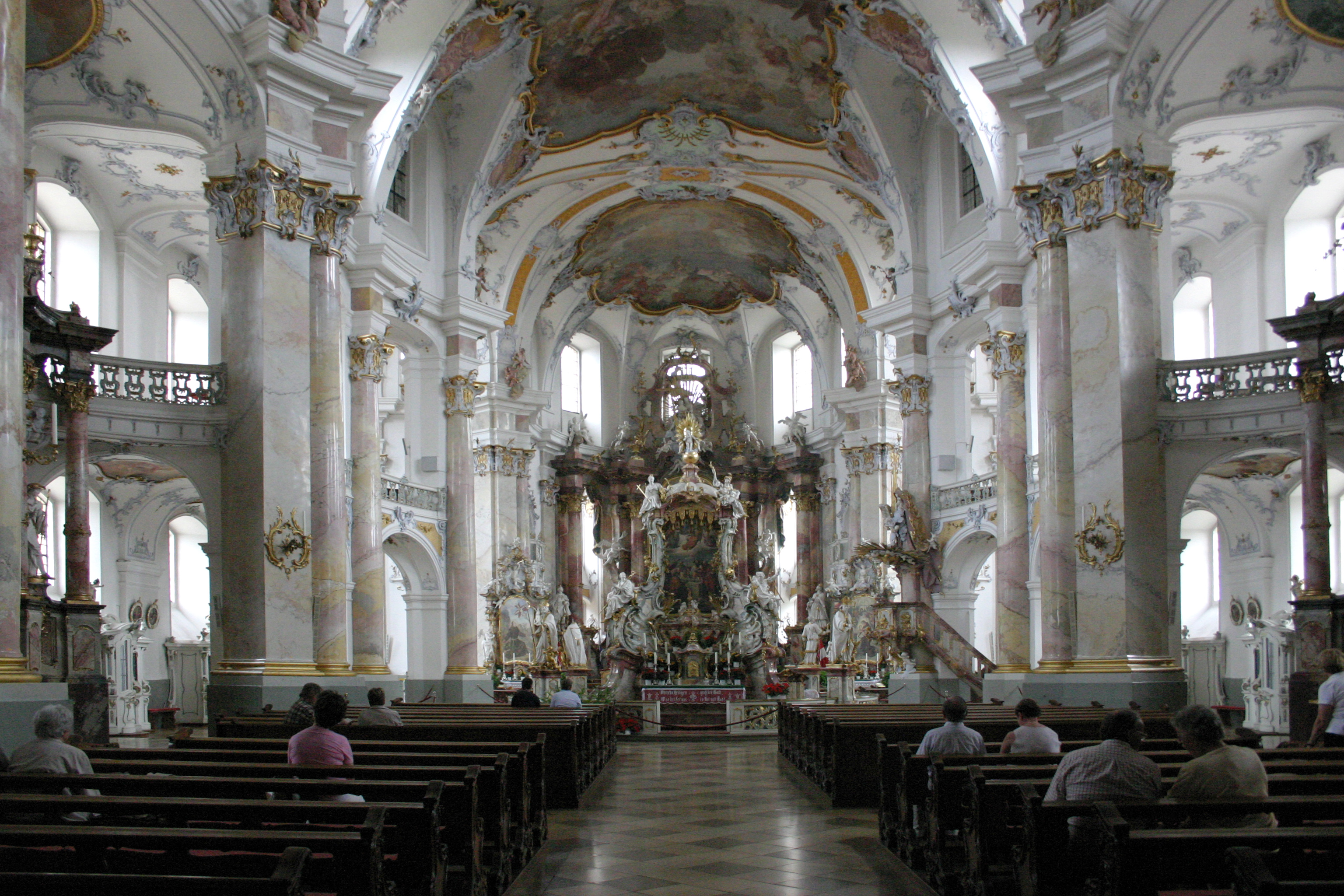
O altar principal.
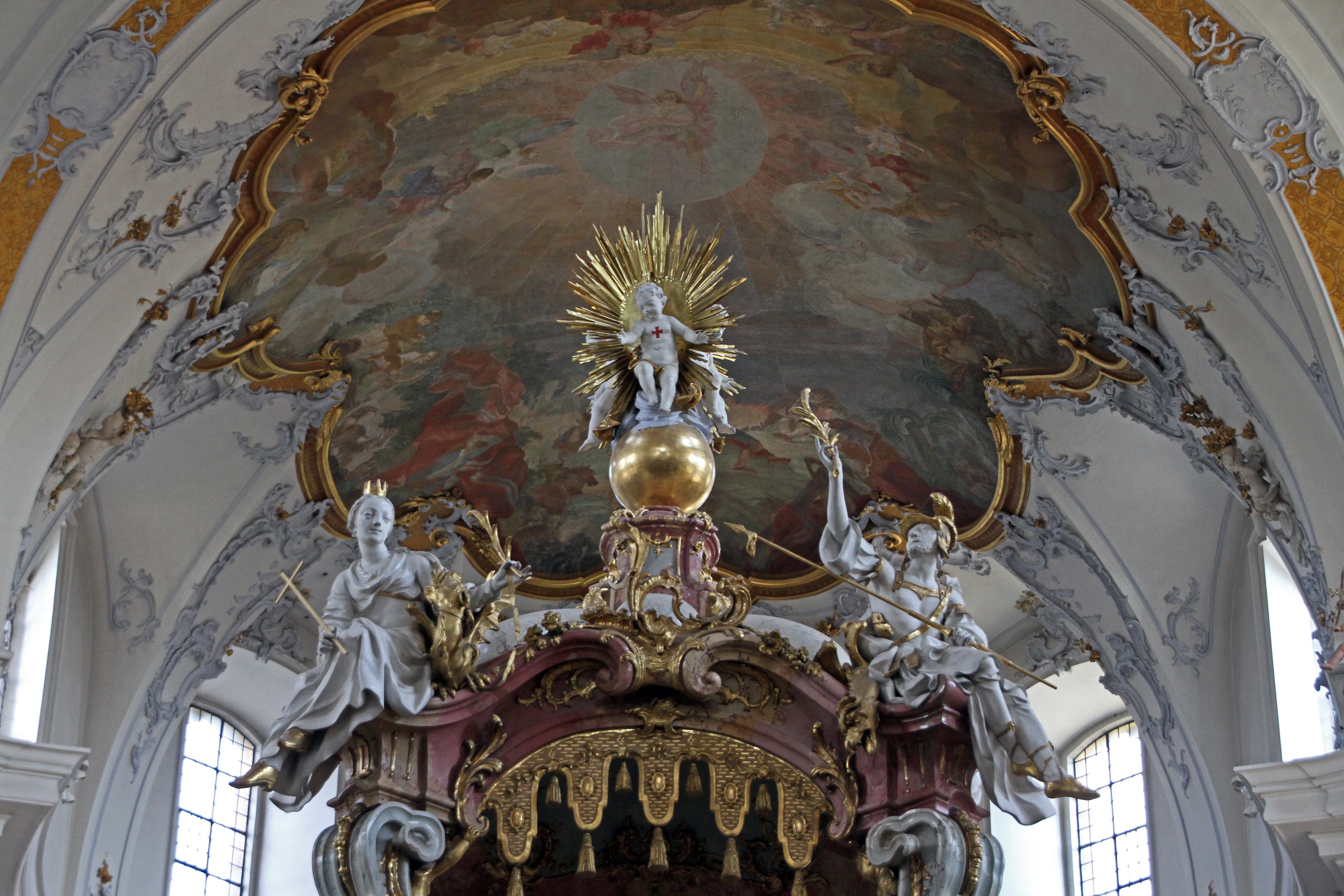
Detalhe do altar principal.
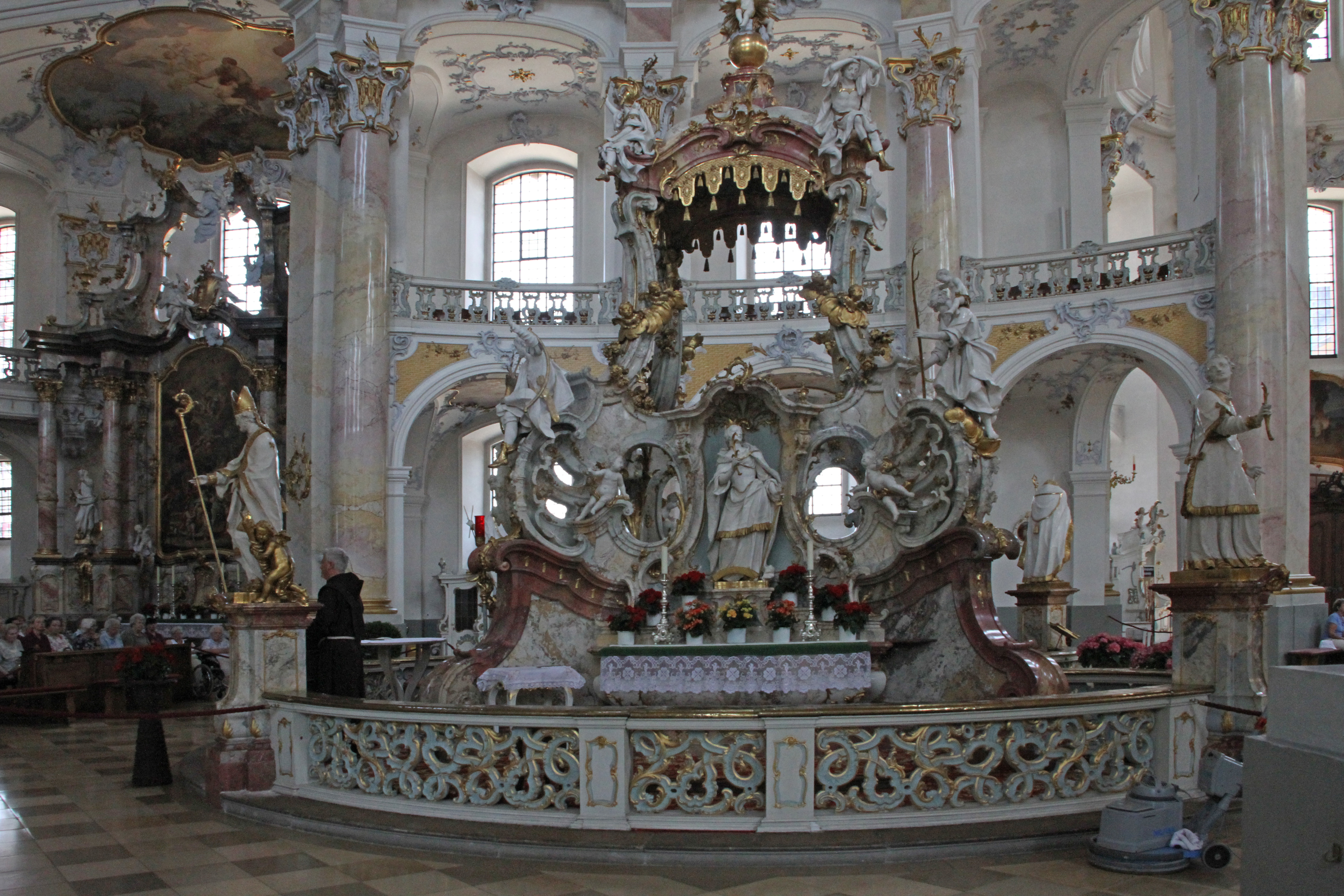
O altar dedicado aos Catorze Auxiliadores.
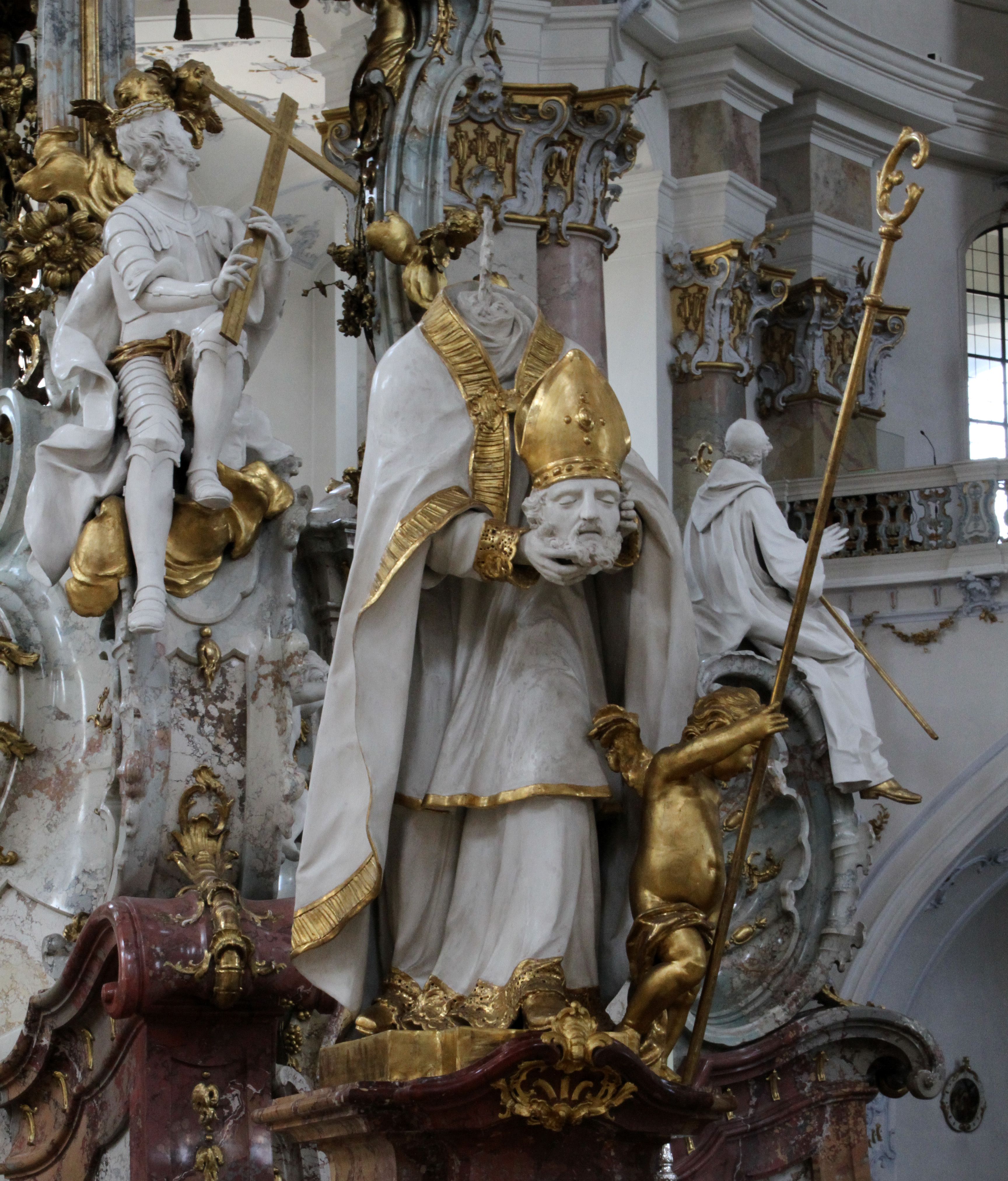
São Dionysio.
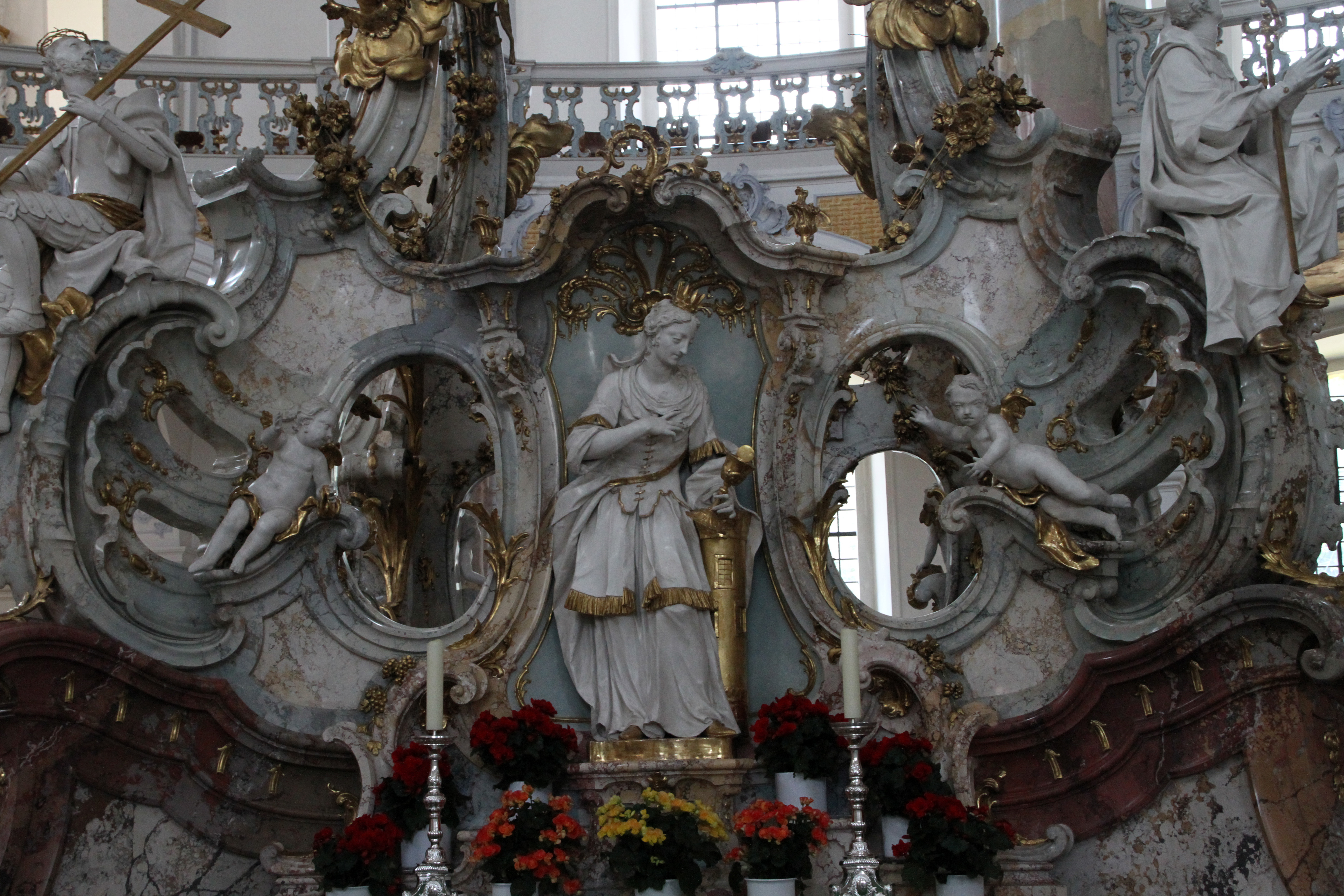
Santa Bárbara.
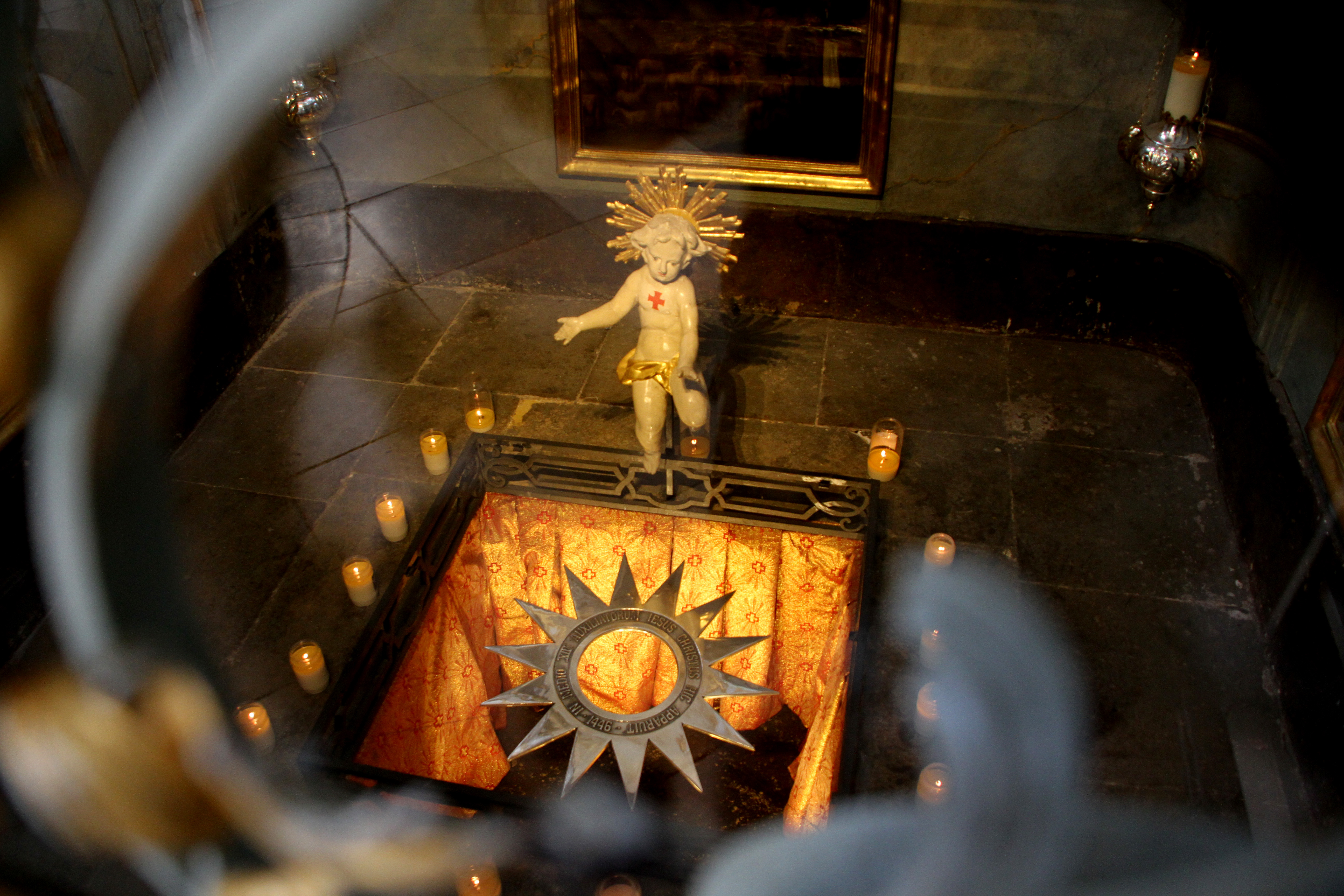
Gruta de nascimento.
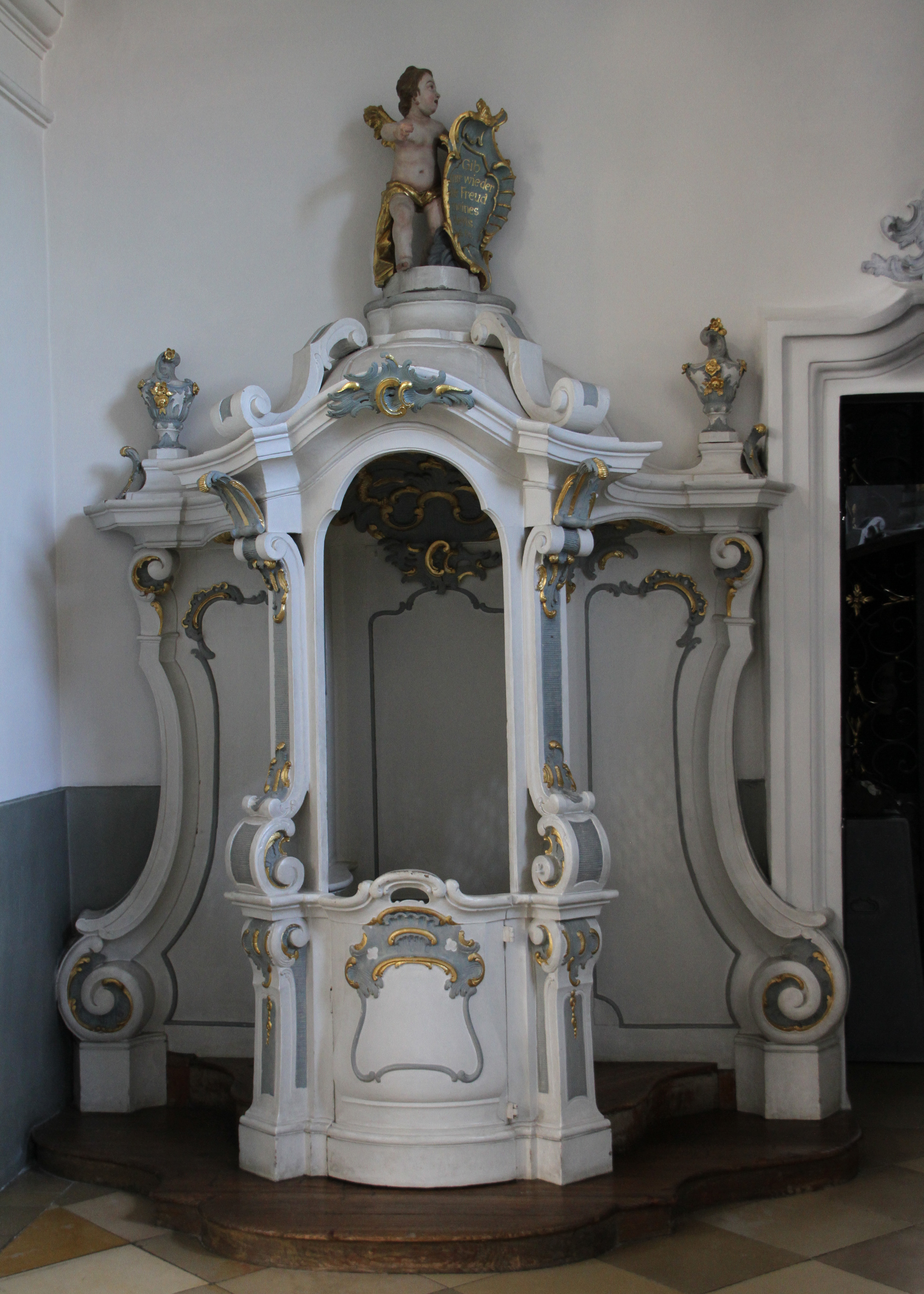
Confessional.
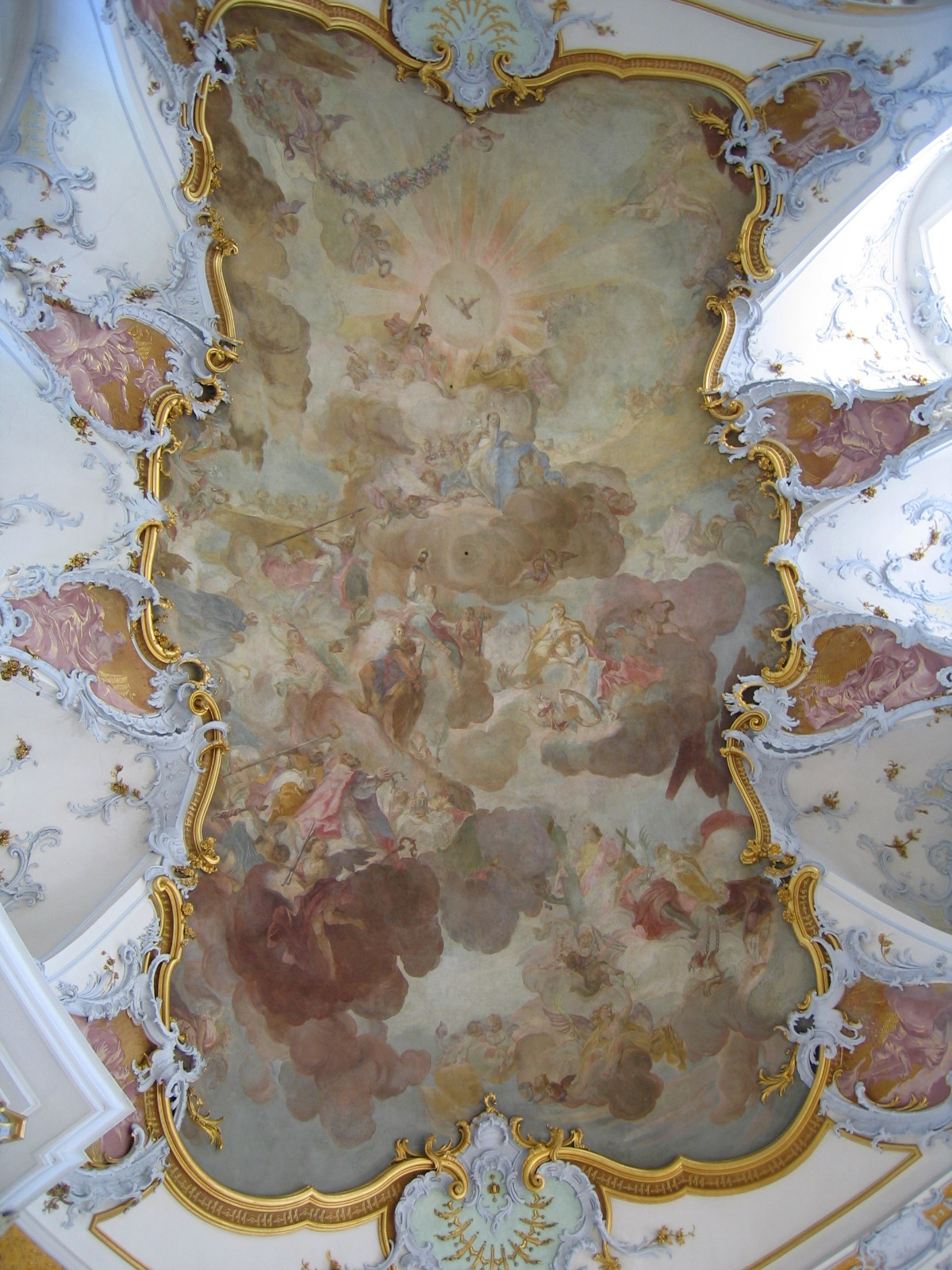
Teto da Basílica.